# Меранде
Меранде, Морунда (англ. Morundah, /məˈrʌndə/) — небольшой посёлок (таун) в регионе Мюррей (штат Новый Южный Уэльс, Австралия). Посёлок расположен на шоссе Ньюэлл и находится в районе местного самоуправления «Совет Федерации». В посёлке есть гостиница, несколько элеваторов и несколько домов. По данным переписи 2016 года, население Меранде составляло 22 человека.
Почтовое отделение Коломбо-Крик открылось 1 мая 1877 года, в 1889 году было переименовано в Мурунда, а в 1895 году — в Меранде. Оно закрылось в 1982 году.
Меранде обслуживалась ныне закрытой железнодорожной линией Токумвал. Железнодорожная станция Меранде была открыта 16 сентября 1884 года и закрыта 17 ноября 1975 года.
Клуб австралийского футбола «Меранде» выступал в Футбольной ассоциации Фейтфула и округа с 1924 по 1939 годы. С 1940 по 1945 годы клуб прекратил свою деятельность из-за Второй мировой войны и не был восстановлен после её окончания.
Меранде примечательна своей традицией принимать у себя оперные спектакли, включая гастроли Австралийской оперы. Так, здесь состоялось выступление OzOpera с «Кармен» в 2006 году и исполнение «Cosi fan tutte» Викторианской оперой в 2007 году. В 2012 году выступление Co-Opera с «Летучей мышью» было очень хорошо принято зрителями.
В 2016 году старый «оперный театр», который, по сути, представлял собой сборный сарай для свиней, был снесён и заменён более крупным постоянным сооружением, предназначенным для проведения не только оперных, но и ряда других мероприятий.

## Галерея

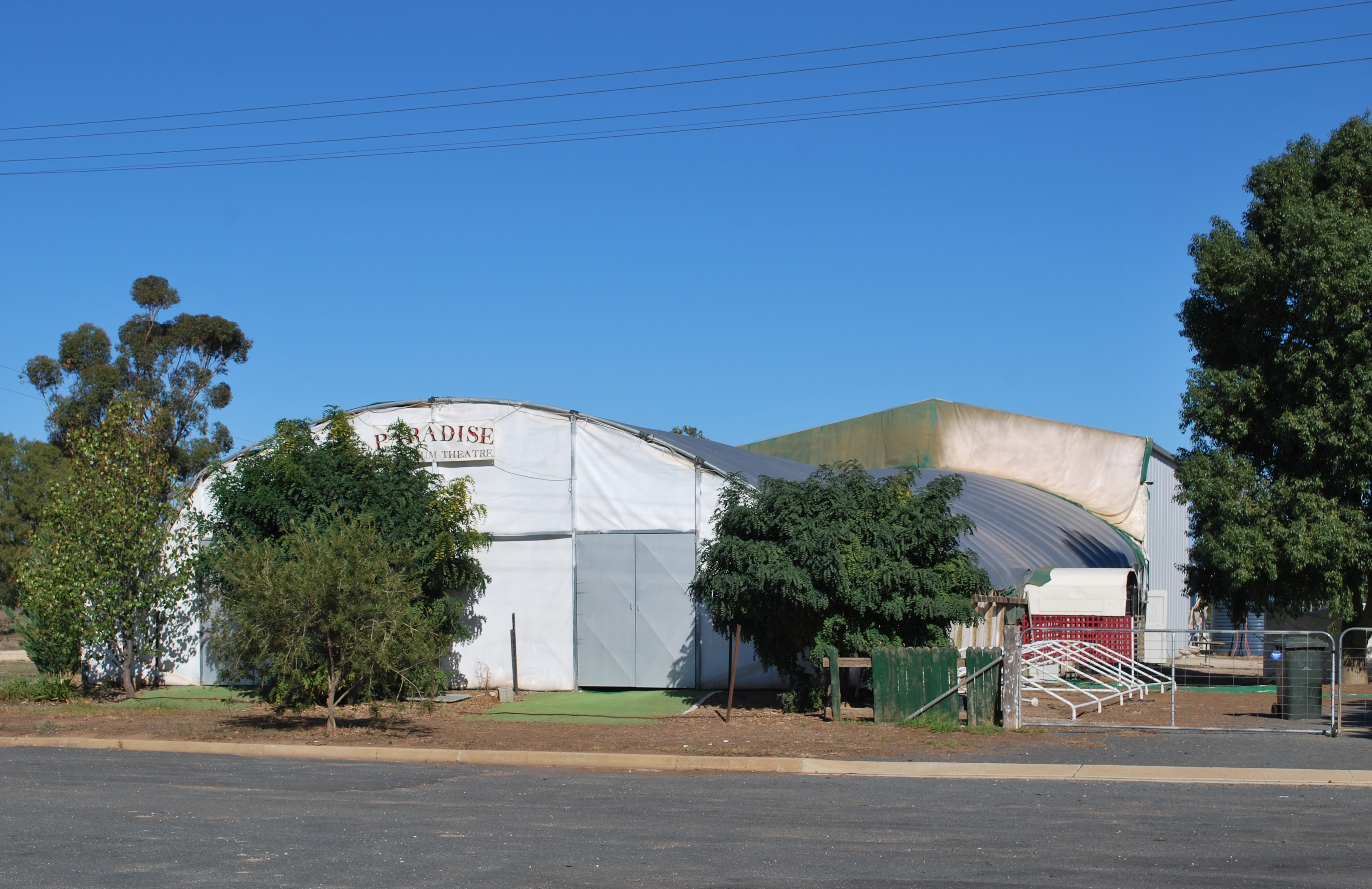
Мерандский «Оперный театр»
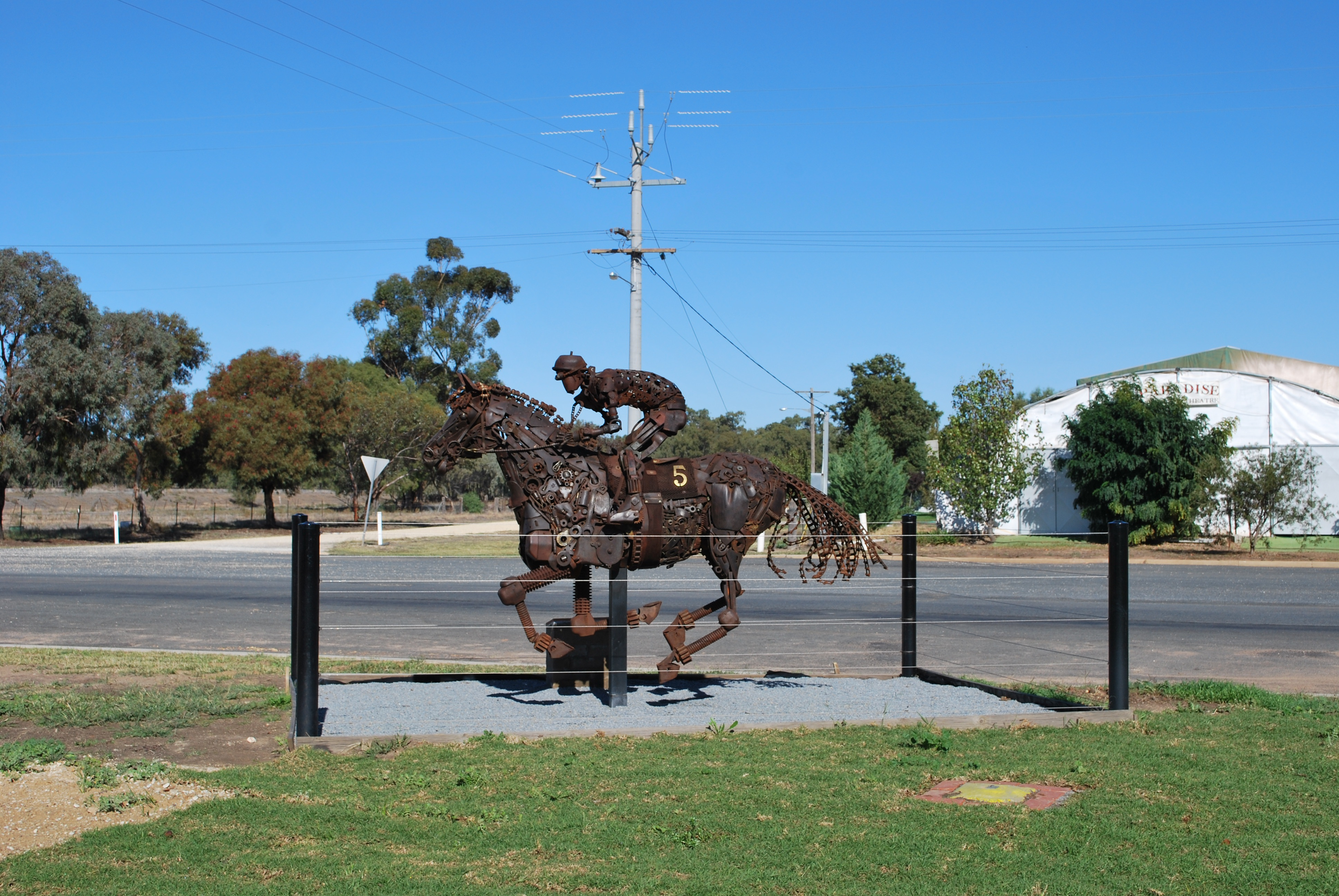
Статуя скаковой лошади, построенная из металлолома местным художником Эндрю Уайтхедом
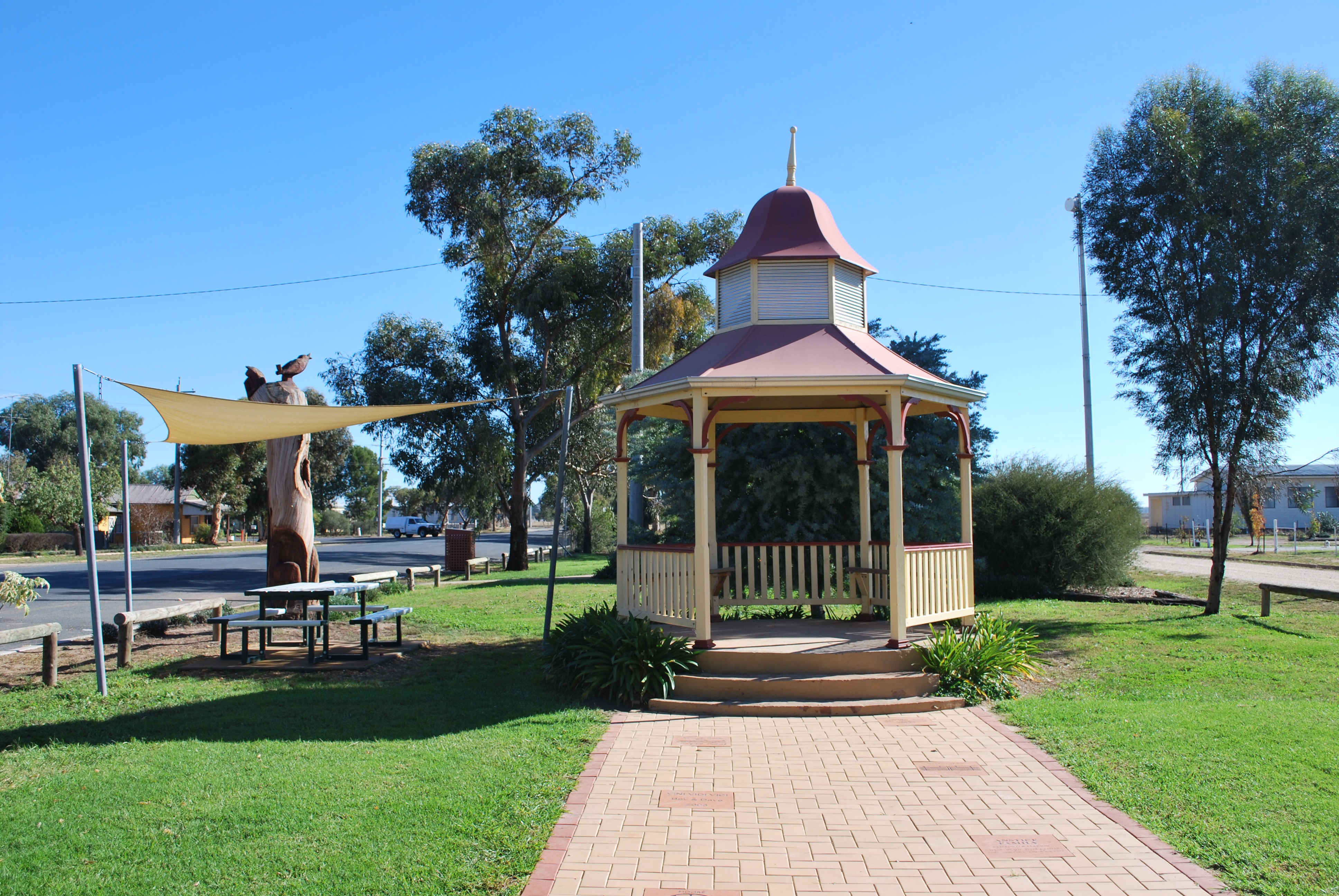
Ротонда